# International Superhits!
| Recensione | Giudizio |
| ---------- | -------- |
| AllMusic   |          |

International Superhits! è la prima raccolta greatest hits dei Green Day e contiene i maggiori successi della band, da Dookie fino a Warning:, con in più tre singoli inediti (Maria, Poprocks & Coke e J.A.R)
A seguito dell'uscita del CD è stata pubblicata una raccolta omologa di videoclip in DVD o VHS dal titolo International Supervideos!. I videoclip contenuti sono 15 e partono da Longview per finire a Waiting.

## Tracce
1. Maria
2. Poprocks & Coke
3. Longview
4. Welcome to Paradise
5. Basket Case
6. When I Come Around
7. She
8. J.A.R. (Jason Andrew Relva)
9. Geek Stink Breath
10. Brain Stew
11. Jaded
12. Walking Contradiction
13. Stuck with Me
14. Hitchin' a Ride
15. Good Riddance (Time of Your Life)
16. Redundant
17. Nice Guys Finish Last
18. Minority
19. Warning
20. Waiting
21. Macy's Day Parade

## Formazione
- Billie Joe Armstrong - voce e chitarra
- Mike Dirnt - basso e voce
- Tré Cool - batteria

## Classifiche
| Classifica (2001) | Posizione massima |
| ----------------- | ----------------- |
| Australia         | 11                |
| Austria           | 48                |
| Germania          | 67                |
| Giappone          | 4                 |
| Italia            | 17                |
| Nuova Zelanda     | 5                 |
| Regno Unito       | 15                |
| Stati Uniti       | 40                |
| Svizzera          | 61                |